# Leptoglottis intsia
Leptoglottis intsia là một loài thực vật có hoa trong họ Đậu. Loài này được (Walter) Rydb. mô tả khoa học đầu tiên năm 1894.